# Joëlle Adda
 (mars 2025).
Joëlle Adda est une juge administrative française et juge à plein temps du Tribunal administratif des Nations unies à New York. 
Elle a exercé des fonctions juridiques et juridictionnelles en France et à l’international, pendant près de trente ans. 

## Biographie
Après avoir été diplômée de l’Université de Paris : Licence d’histoire et géographie, puis maîtrise d’histoire contemporaine sur la guerre d’Algérie, et Capes d’Histoire, elle rejoint l’École Nationale d’Administration (promotion Liberté, Égalité, Fraternité) en 1986, et devient en 1989, juge au tribunal administratif de Versailles  jusqu’en 1994. 
Après une mobilité à la Cour des Comptes, elle rejoint la Cour Administrative d’Appel de Paris en 1996, puis devient experte nationale détachée au Service juridique de la Commission européenne de 2000 à 2002, où elle exerce notamment en tant qu’agent de la Commission devant la Cour de Justice de l’Union Européenne. 
De nouveau juge à la Cour Administrative d’appel de Paris, elle devient en 2004 Présidente du corps des tribunaux administratifs et cours administratives d’appel et est détachée en tant que Directrice juridique à l’Autorité de Régulation des Communications Électroniques et des Postes (ARCEP) de 2005  à 2009. 
Présidente de chambre à la Cour Administrative d’appel de Paris (2009-2010), elle est à nouveau détachée dès novembre 2010 comme directrice juridique de la Société du Grand Paris (devenue Société des Grands Projets fin décembre 2023). 
Elle quitte ces fonctions fin 2013 et devient Présidente du Tribunal administratif de Lille en mars 2014 jusqu’en février 2017. Elle prépare et assiste à l’inauguration par le garde des sceaux, Jean-Jacques Urvoas, des nouveaux locaux du tribunal administratif de Lille en avril 2016. 
De 2017 à 2019, elle est juge à la Cour Nationale du Droit d’Asile et « adjunct professor » à l’Université de l’Iowa où elle enseigne le droit de l’union européenne.   

## Élection au Tribunal du Contentieux administratif des Nations-Unies
En décembre 2018, après un strict processus de sélection, elle est élue par l’Assemblée Générale des Nations Unies juge à plein-temps à New York du Tribunal du Contentieux Administratif des Nations-Unies pour sept ans à compter du 1er juillet 2019. 

## Publications et activités annexes et d’enseignement
De 2003  à 2005, elle est rapporteur à la Commission pour l’indemnisation des victimes de spoliations du fait des législations antisémites pendant l’Occupation.
De 1990 à 2019, elle enseigne également le droit administratif et les relations internationales dans diverses universités ou instituts, notamment à l’IPAG (Institut de Préparation à l’Administration Générale) de Paris II, à l’Institut d’Études politiques et au Centre de formation professionnelle et de perfectionnement (CFPP) du ministère des Finances, devenu en 2001 Institut de la gestion publique et du développement économique (IGPDE). Elle a été également examinateur en droit public au concours d’entrée à l’École Nationale d’Administration et intervenante à l’ENA. 
En 2007-2008, Auditrice de la 60e session de l’Institut des Hautes études de la Défense nationale (IHEDN).

### Publications (auteur ou co-auteur)
- Code électoral commenté, (Berger Levrault ed.)
- Les pouvoirs de police du maire (Berger Levrault ed.)
- Divers articles dans la revue Concurrences (chronique Régulation).

### Distinctions
- Chevalier de l’ordre national du Mérite (2012)[7].
- Chevalier de la Légion d’honneur (2016).